# Guido Gezelle
Guido Gezelle, era un sacerdot i poeta belga que escriu en neerlandès. Va néixer a Bruges l'1 de maig de 1830 i hi ha mort el 27 de novembre de 1899. La seva poesia s'inspira de la naturalesa i la religió.
Es feu sacerdot el 1854 i fou professor i capellà a Roeselare. Del 1872 al 1899 va ser capellà a l'església de la Mare de Déu de Kortrijk. Ja molt afeblit, l'abril va ser nomenat com a director espiritual d'un monestir de monges a Bruges, al qual va morir el novembre següint. Era implicat en política, era un activista al moviment flamenc per al reconeixement del neerlandès al jove estat belga.
Estava molt influenciat pel moviment que volia separar el flamenc occidental com a llengua diferent del neerlandès. Va treballar molt amb el seu col·lega i amic Lodewijk De Bo per estudiar i conservar el vocabulari d'aquesta variant del neerlandès. Amb el lingïuista Karel de Flou (1853-1931) va tenir una extensa correspondència sobre la toponímia de Flandes Occidental. Amb el seu amic, l'arquitecte Jean de Bethune va crear el 1851 la Société de Saint-Luc amb l'ànim de formar els arquitectes en l'espèrit religiós de tradició gòtica.
Una gran part dels seus arxius literaris es troben al museu Casa de les Lletres, a Anvers. Aquest arxiu va ser inventariat per l'escriptora Christine D'Haen que li va dedicar una biografia a la qual estudia la seua relació complexa entre la seua llibertat de poeta i les obligacions del sacerdoci.
La ciutat de Bruges va adquirir la seva casa natal que va ser transformada en museu, el Gezellemuseum.

## Obra
- Kerkhofblommen (1858)
- Vlaemsche Dichtoefeningen (1858)
- Kleengedichtjes (1860)
- Gedichten, Gezangen en Gebeden (1862)
- Tijdkrans (1893)
- Rijmsnoer (1897)
- Laatste Verzen (1901)